# متئو ریچی (بازیکن فوتبال، زاده می ۱۹۹۴)
متئو ریچی (انگلیسی: Matteo Ricci؛ زادهٔ ۲۷ مهٔ ۱۹۹۴) بازیکن فوتبال اهل ایتالیا است.
از باشگاه‌هایی که در آن بازی کرده‌است می‌توان به باشگاه فوتبال کارپی، باشگاه فوتبال پروجا، باشگاه فوتبال آ.اس. رم، و باشگاه فوتبال اسپتزیا اشاره کرد.
وی همچنین در تیم‌های ملی فوتبال زیر ۱۸ سال ایتالیا، زیر ۱۹ سال ایتالیا، و زیر ۲۰ سال ایتالیا بازی کرده‌است.